# Saint-Michel-de-Plélan
Pour les articles homonymes, voir Saint-Michel.
Saint-Michel-de-Plélan [sɛ̃miʃɛldəplelɑ̃] (Sant-Mikael-Plelann en breton) est une commune française située dans le département des Côtes-d'Armor en région Bretagne.

## Géographie

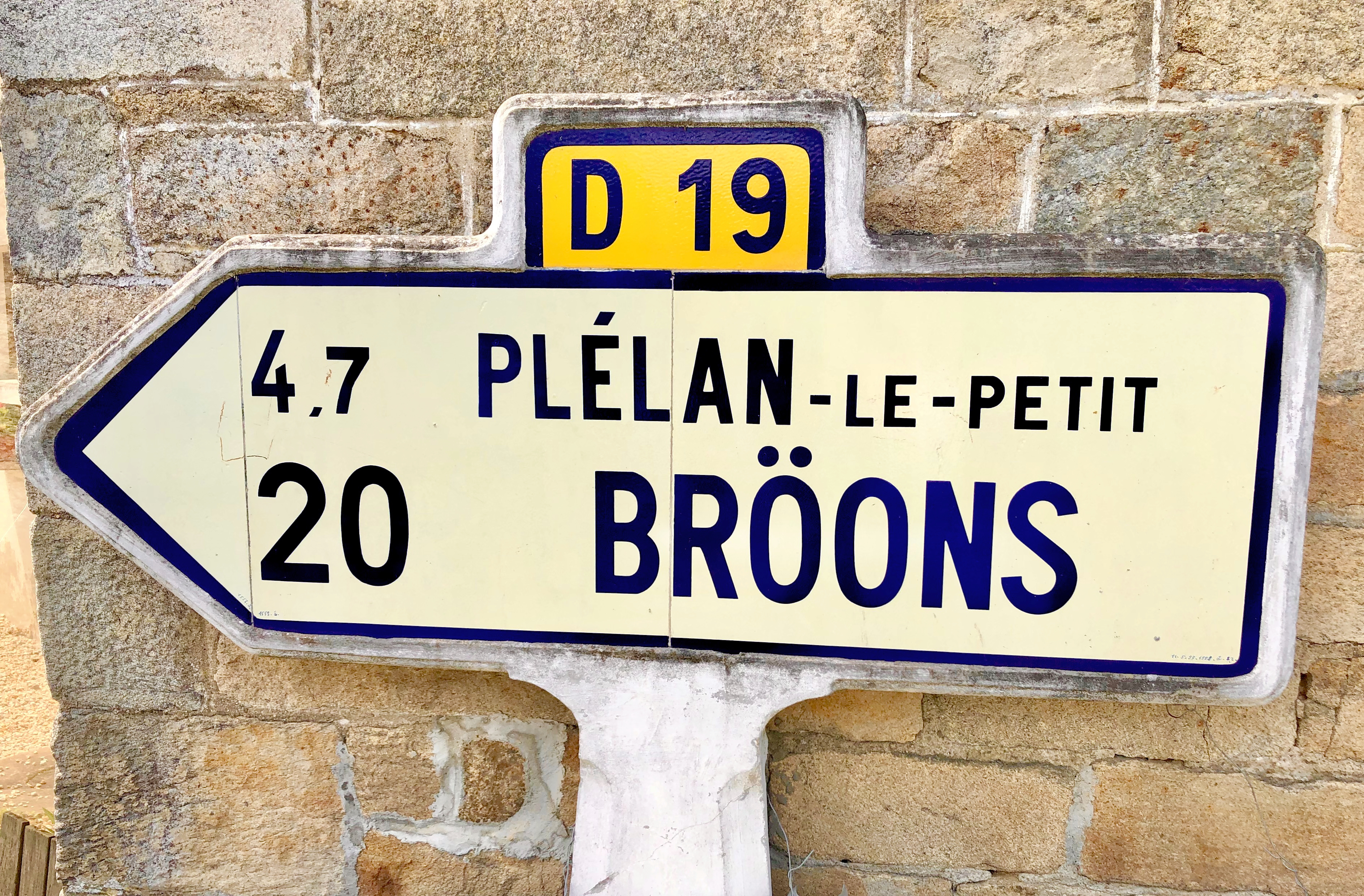
Panneau Michelin à Saint-Michel.

|                       | Corseul                |              |
| Saint-Méloir-des-Bois | Saint-Michel-de-Plélan | Saint-Maudez |
|                       | Plélan-le-Petit        |              |

### Hydrographie
Pour un article plus général, voir Réseau hydrographique des Côtes-d'Armor.
La commune est située dans le bassin Loire-Bretagne. Elle est drainée par le Montafilan,.
Le Montafilan, d'une longueur de 16 km, prend sa source dans la commune de Plélan-le-Petit et se jette  dans l'Arguenon en limite de Plancoët et de Créhen, après avoir traversé six communes. 

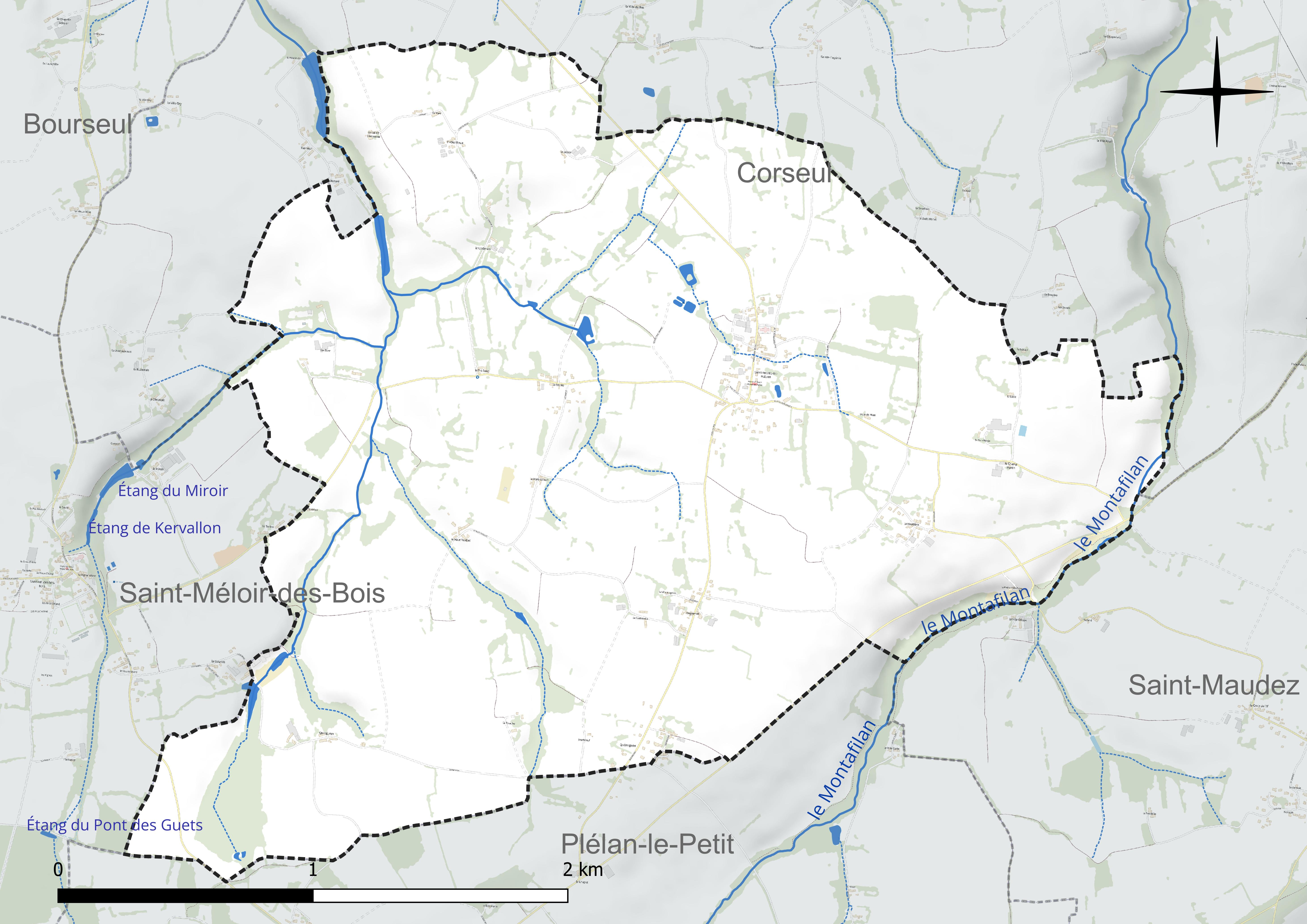
Réseau hydrographique de Saint-Michel-de-Plélan.

### Climat
Pour des articles plus généraux, voir Climat de la Bretagne et Climat des Côtes-d'Armor.
En 2010, le climat de la commune est de type climat océanique franc, selon une étude du CNRS s'appuyant sur une série de données couvrant la période 1971-2000. En 2020, Météo-France publie une typologie des climats de la France métropolitaine dans laquelle la commune est exposée à un climat océanique et est dans la région climatique  Bretagne orientale et méridionale, Pays nantais, Vendée, caractérisée par une faible pluviométrie en été et une bonne insolation. Parallèlement l'observatoire de l'environnement en Bretagne publie en 2020 un zonage climatique de la région Bretagne, s'appuyant sur des données de Météo-France de 2009. La commune est, selon ce zonage, dans la zone « Intérieur », exposée à un climat médian, à dominante océanique.
Pour la période 1971-2000, la température annuelle moyenne est de 11,4 °C, avec  une amplitude thermique annuelle de 11,6 °C. Le cumul annuel moyen de précipitations est de 736 mm, avec 12,1 jours de précipitations en janvier et 6,6 jours en juillet. Pour la période 1991-2020, la température moyenne annuelle observée sur la station météorologique la plus proche, située sur la commune de Quintenic à 17 km à vol d'oiseau, est de 11,6 °C et le cumul annuel moyen de précipitations est de 769,8 mm,. Pour l'avenir, les paramètres climatiques de la commune estimés pour 2050 selon différents scénarios d’émission de gaz à effet de serre sont consultables sur un site dédié publié par Météo-France en novembre 2022.

## Urbanisme

### Typologie
Au 1er janvier 2024, Saint-Michel-de-Plélan est catégorisée commune rurale à habitat dispersé, selon la nouvelle grille communale de densité à 7 niveaux définie par l'Insee en 2022.
Elle est située hors unité urbaine et hors attraction des villes,.

### Occupation des sols
L'occupation des sols de la commune, telle qu'elle ressort de la base de données européenne d’occupation biophysique des sols Corine Land Cover (CLC), est marquée par l'importance des territoires agricoles (96,1 % en 2018), en diminution par rapport à 1990 (99,6 %). La répartition détaillée en 2018 est la suivante : 
terres arables (37,7 %), zones agricoles hétérogènes (29,9 %), prairies (28,5 %), espaces verts artificialisés, non agricoles (3,5 %), forêts (0,4 %). L'évolution de l’occupation des sols de la commune et de ses infrastructures peut être observée sur les différentes représentations cartographiques du territoire : la carte de Cassini (XVIIIe siècle), la carte d'état-major (1820-1866) et les cartes ou photos aériennes de l'IGN pour la période actuelle (1950 à aujourd'hui).

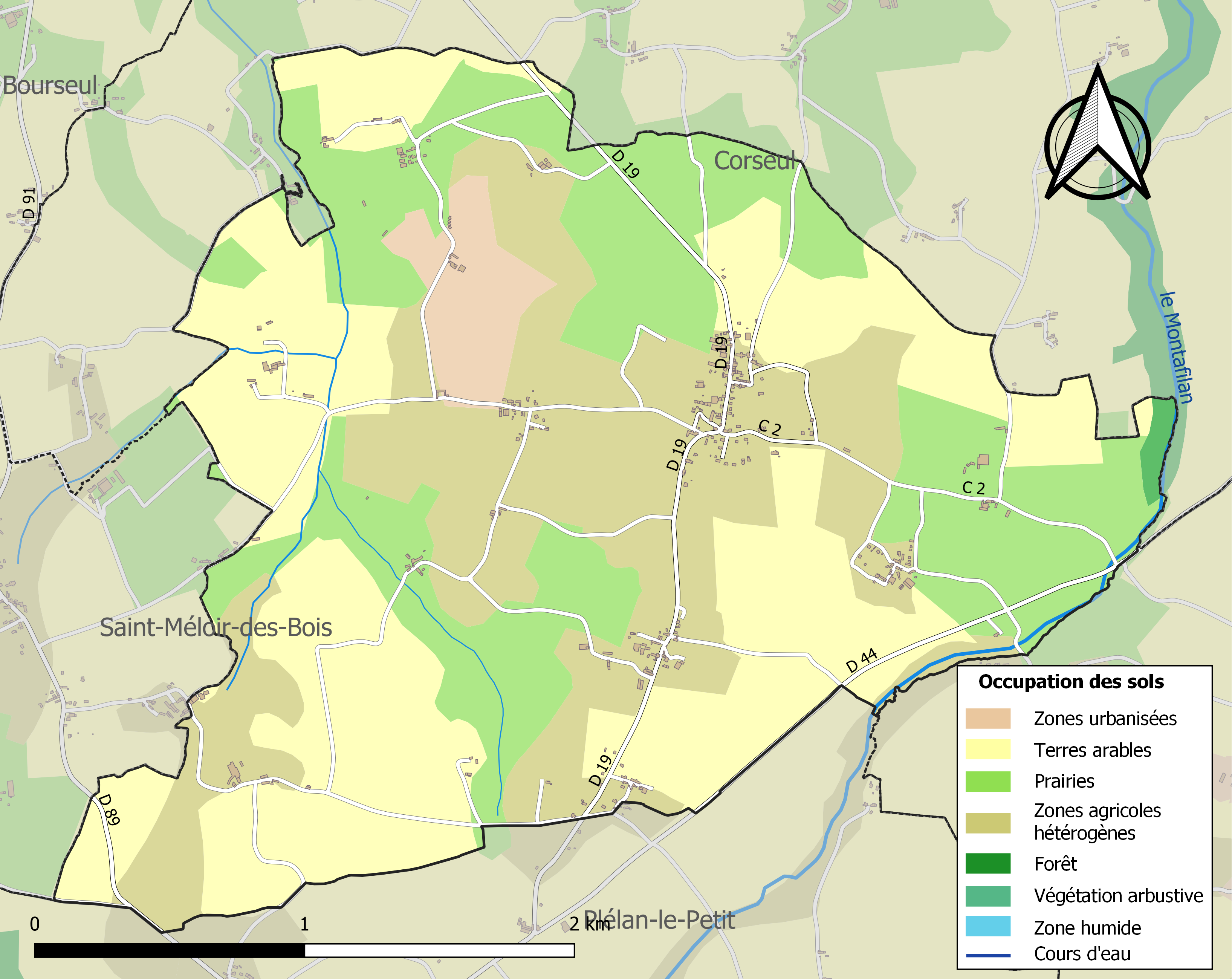
Carte des infrastructures et de l'occupation des sols de la commune en 2018 (CLC).

## Toponymie
Saint-Michel-de-Plélan vient de l'archange Saint-Michel.
La forme bretonne proposée par l'Office public de la langue bretonne est Sant-Mikael-Plelann.

## Histoire

### LeXXesiècle

#### La Belle Époque
Par la loi du 21 juin 1901 Corseul cède à Saint-Michel-de-Plélan les villages de la Mare, l'Hôtel-Rieux, le Bézier, la Ville-Buzard, les Ruettes et le Biez, de Peignehel, la Hautière et le Bois-Morin.
Des discussions animées eurent lieu au Sénat lors de la discussion de ce projet de loi entre le rapporteur Athanase Bassinet, favorable au projet, et le marquis de Carné, qui émet des réserves.

#### La Première Guerre mondiale

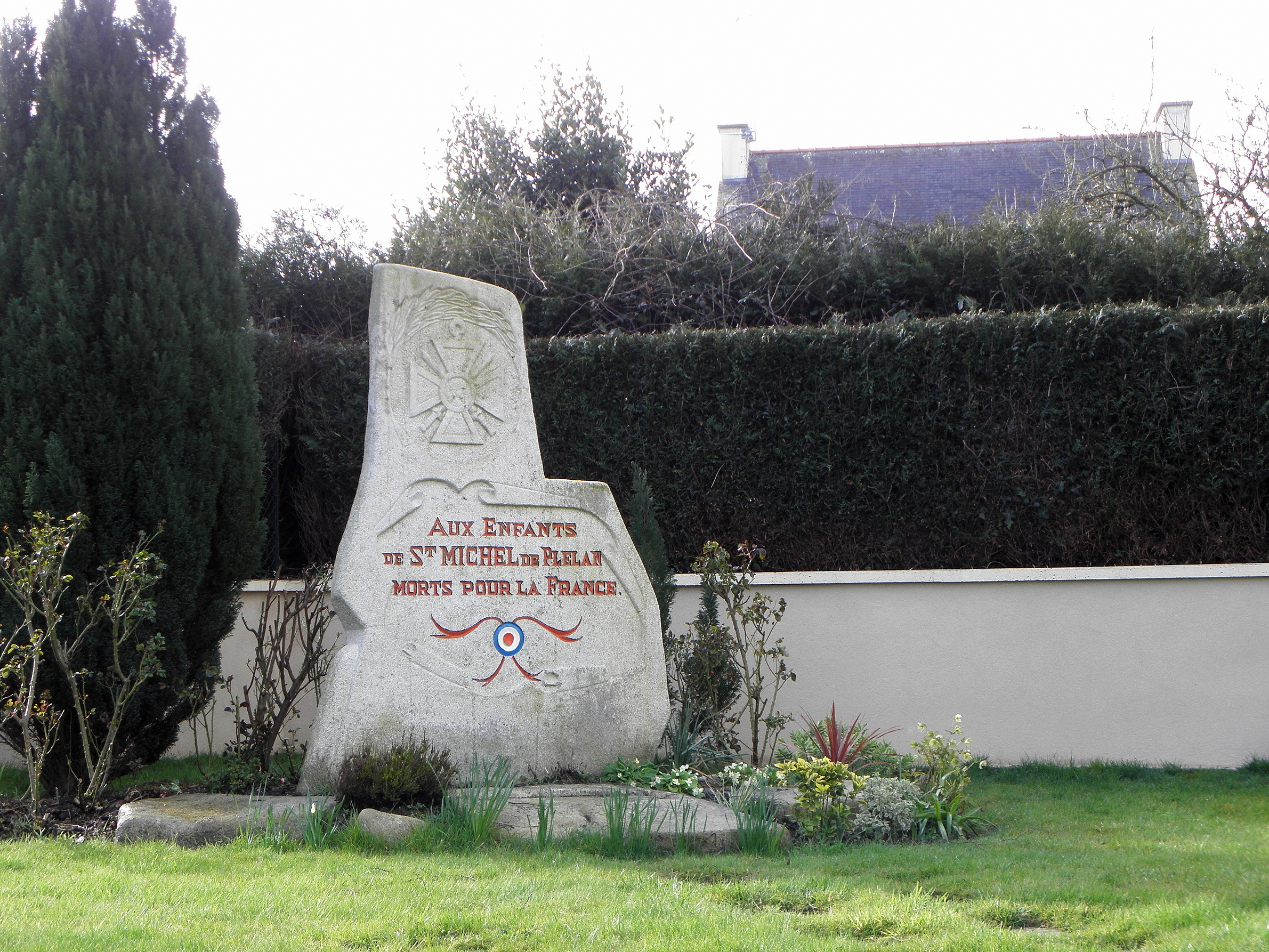
Le monument aux morts de Saint-Michel-de-Plélan.

Le monument aux morts porte les noms de 20 soldats morts pour la Patrie pendant la Première Guerre mondiale.

#### La Seconde Guerre mondiale
Le monument aux morts porte le nom d'une personne (Marcel Lefort) morte pour la France durant la Seconde Guerre mondiale.

## Héraldique
| Blason de Saint-Michel-de-Plélan | Blason  | D'azur à la cotice d'argent accompagnée en chef d'une étoile d'or et en pointe d'une quintefeuille aussi d'argent. |
| Blason de Saint-Michel-de-Plélan | Détails | Le statut officiel du blason reste à déterminer.                                                                   |

## Politique et administration

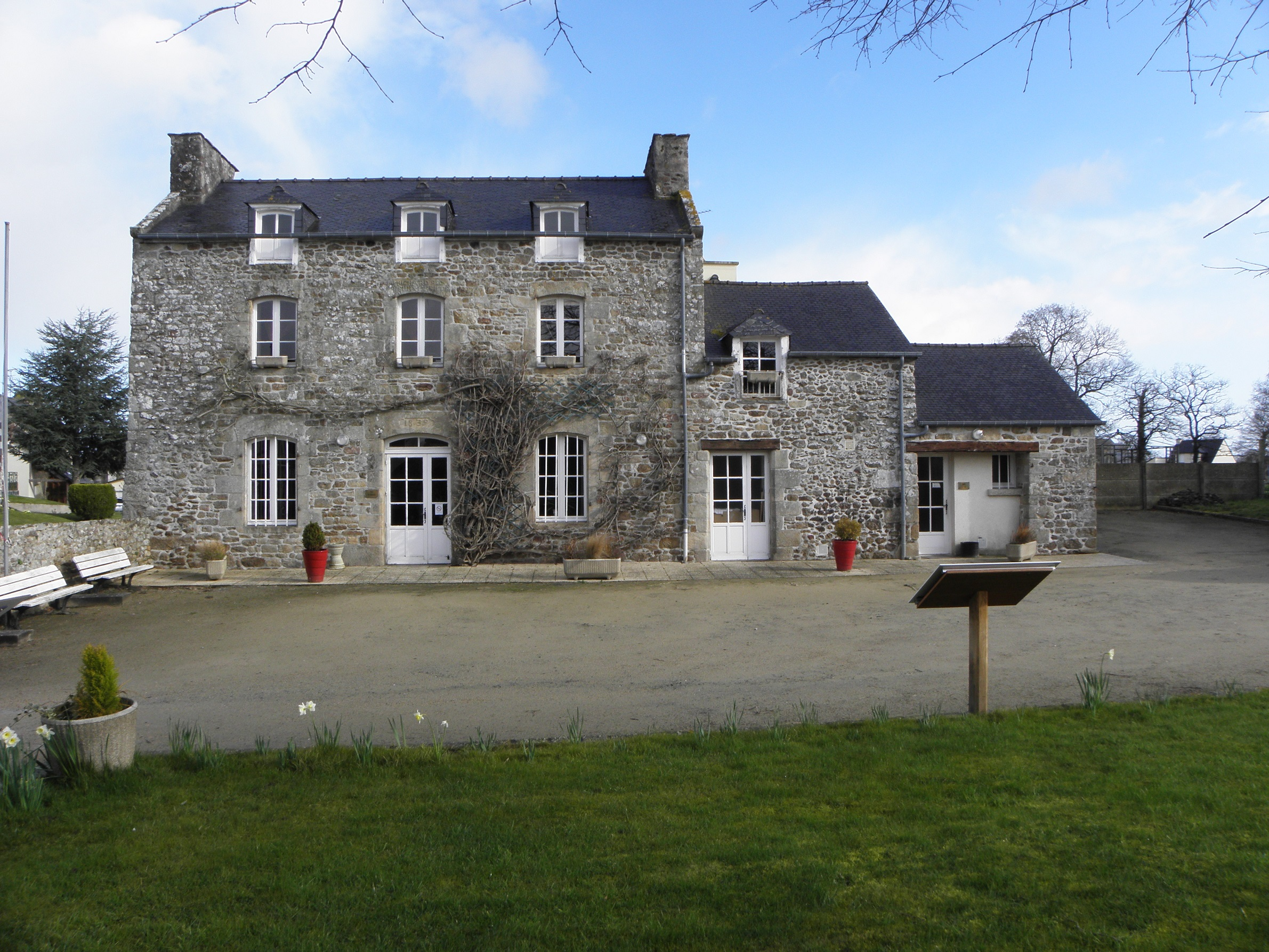
La mairie.

| Période                                  | Période     | Identité             | Étiquette | Qualité   |
| ---------------------------------------- | ----------- | -------------------- | --------- | --------- |
| mars 1983                                | mars 2008   | Yves Allain          | PS        |           |
| mars 2008                                | mai 2012    | Marie-Rose Bonenfant |           | Retraitée |
| juin 2012                                | 25 mai 2020 | Nathalie Denis       | DVG       | Employée  |
| 25 mai 2020                              | En cours    | Jean-Yves Villalon   |           |           |
| Les données manquantes sont à compléter. |             |                      |           |           |

## Démographie
L'évolution du nombre d'habitants est connue à travers les recensements de la population effectués dans la commune depuis 1793. Pour les communes de moins de 10 000 habitants, une enquête de recensement portant sur toute la population est réalisée tous les cinq ans, les populations de référence des années intermédiaires étant quant à elles estimées par interpolation ou extrapolation. Pour la commune, le premier recensement exhaustif entrant dans le cadre du nouveau dispositif a été réalisé en 2008.

En 2022, la commune comptait 320 habitants, en évolution de −3,03 % par rapport à 2016 (Côtes-d'Armor : +1,78 %, France hors Mayotte : +2,11 %).
| 1793 | 1800 | 1806 | 1821 | 1831 | 1836 | 1841 | 1846 | 1851 |
| ---- | ---- | ---- | ---- | ---- | ---- | ---- | ---- | ---- |
| 303  | 349  | 362  | 330  | 360  | 309  | 355  | 320  | 315  |

| 1856 | 1861 | 1866 | 1872 | 1876 | 1881 | 1886 | 1891 | 1896 |
| ---- | ---- | ---- | ---- | ---- | ---- | ---- | ---- | ---- |
| 338  | 351  | 373  | 354  | 364  | 385  | 375  | 308  | 297  |

| 1901 | 1906 | 1911 | 1921 | 1926 | 1931 | 1936 | 1946 | 1954 |
| ---- | ---- | ---- | ---- | ---- | ---- | ---- | ---- | ---- |
| 490  | 460  | 465  | 428  | 403  | 396  | 377  | 369  | 368  |

| 1962 | 1968 | 1975 | 1982 | 1990 | 1999 | 2006 | 2008 | 2013 |
| ---- | ---- | ---- | ---- | ---- | ---- | ---- | ---- | ---- |
| 365  | 310  | 259  | 281  | 277  | 249  | 286  | 297  | 333  |

| 2018 | 2022 | - | - | - | - | - | - | - |
| ---- | ---- | - | - | - | - | - | - | - |
| 311  | 320  | - | - | - | - | - | - | - |

## Culture locale et patrimoine

### Lieux et monuments

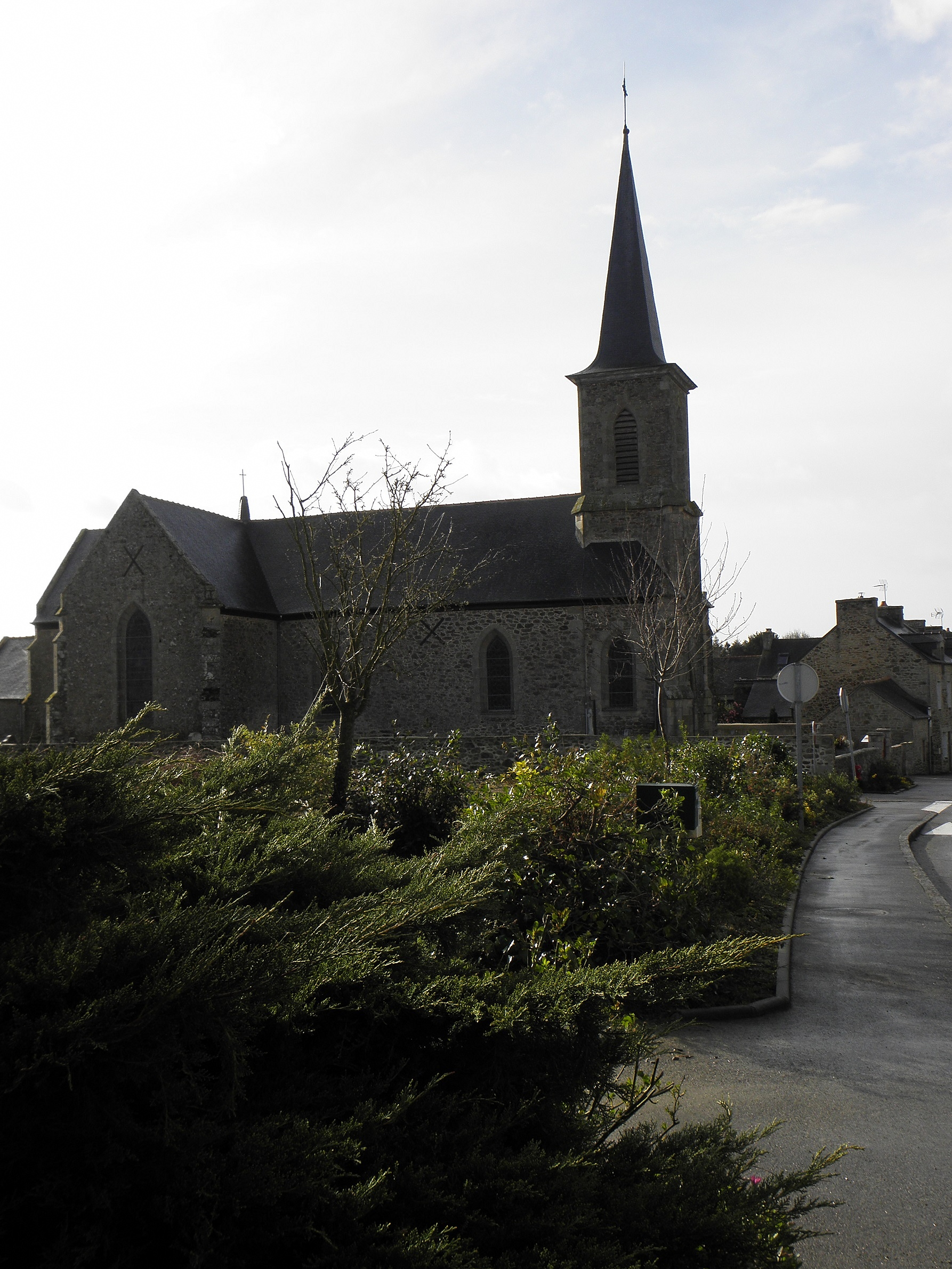
L'église Saint Michel de Saint-Michel-de-Plélan.

- L'église paroissiale Saint Michel. Voir aussi : Fonts baptismaux de Saint-Michel-de-Plélan.